# Glasmuseum Waldkraiburg
Das Glasmuseum Waldkraiburg ist ein Glasmuseum, das im Haus der Kultur in Waldkraiburg (Oberbayern) untergebracht ist.

## Bestand
Auf knapp 200 m² werden etwa 800 Gläser gezeigt, die überwiegend aus Nordböhmen stammen. Die meisten Exponate stammen aus dem 19. und 20. Jahrhundert. Neben historistischen Gläsern finden sich viele Stücke aus der Biedermeierzeit. Gläser aus dem Umfeld der Glasfachschulen in Haida und Steinschönau belegen die Entwicklung und Kunstfertigkeit des nordböhmischen Glasgewerbes. Gezeigt werden neben Freundschaftsbechern auch Vedoutengläser sowie historistische Humpen und Krüge.
Eine Besonderheit bilden die Werkstücke des Glasmalers und Unternehmers Friedrich Egermann (1777–1864), der in der von ihm erdachten Lithyalin- und Rotbeiztechnik mit seinen 200 Mitarbeitern Glaserzeugnisse von hohem handwerklichen, technischen und ästhetischen Niveau fertigte.